# 菲安维莱尔
菲安维莱尔（法語：Fienvillers）是法国皮卡第大区索姆省的一个市镇，属于亚眠区贝尔纳维尔县。该市镇2009年时的人口为686人。

## 人口
菲安维莱尔人口变化图示
| 数据来源：INSEE |